# Snowboard nos Jogos Olímpicos de Inverno de 2014 - Snowboard cross feminino
A competição de cross feminino do snowboard nos Jogos Olímpicos de Inverno de 2014 ocorreu no dia 16 de fevereiro no Parque Extreme Rosa Khutor, na Clareira Vermelha em Sóchi.

## Medalhistas
| Ouro   | CZE Eva Samková       |
| Prata  | CAN Dominique Maltais |
| Bronze | FRA Chloé Trespeuch   |

## Programação
Horário local (UTC+4).
| Data            | Horário | Evento           |
| --------------- | ------- | ---------------- |
| 16 de fevereiro | 11:00   | Ranqueamento     |
| 16 de fevereiro | 13:15   | Quartas de final |
| 16 de fevereiro | 13:30   | Semifinais       |
| 16 de fevereiro | 13:40   | Finais           |

## Resultados

### Ranqueamento
| Pos. | Bib | Atleta                    | 1ª descida | 2ª descida | Melhor  | Notas |
| ---- | --- | ------------------------- | ---------- | ---------- | ------- | ----- |
| 1    | 5   | CZE Eva Samková           | 1:20.61    |            | 1:20.61 |       |
| 2    | 15  | USA Lindsey Jacobellis    | 1:21.40    |            | 1:21.40 |       |
| 3    | 16  | CAN Dominique Maltais     | 1:22.26    |            | 1:22.26 |       |
| 4    | 11  | CAN Maëlle Ricker         | 1:22.44    |            | 1:22.44 |       |
| 5    | 13  | FRA Charlotte Bankes      | 1:23.12    |            | 1:23.12 |       |
| 6    | 14  | JPN Yuka Fujimori         | 1:23.22    |            | 1:23.22 |       |
| 7    | 19  | AUS Belle Brockhoff       | 1:23.22    |            | 1:23.22 |       |
| 8    | 10  | FRA Nelly Moenne Loccoz   | 1:23.50    |            | 1:23.50 |       |
| 9    | 2   | USA Faye Gulini           | 1:23.96    |            | 1:23.96 |       |
| 10   | 23  | SUI Sandra Daniela Gerber | 1:24.10    |            | 1:24.10 |       |
| 11   | 8   | BUL Aleksandra Zhekova    | 1:24.29    |            | 1:24.29 |       |
| 12   | 18  | BRA Isabel Clark Ribeiro  | 1:24.31    |            | 1:24.31 |       |
| 13   | 12  | FRA Chloé Trespeuch       | 1:24.47    | 1:23.43    | 1:23.43 |       |
| 14   | 9   | GBR Zoe Gillings          | 1:24.72    | 1:23.78    | 1:23.78 |       |
| 15   | 22  | AUS Torah Bright          | 1:25.32    | 1:23.96    | 1:23.96 |       |
| 16   | 24  | FRA Déborah Anthonioz     | 1:24.78    | 1:24.23    | 1:24.23 |       |
| 17   | 21  | AUT Maria Ramberger       | 1:24.55    | 1:24.45    | 1:24.45 |       |
| 18   | 3   | ITA Micheala Moioi        | 1:24.72    | DNS        | 1:24.72 |       |
| 19   | 7   | ITA Raffaella Brutto      | 1:25.11    | DNS        | 1:25.11 |       |
| 20   | 4   | AUT Simona Meiler         | 1:25.17    | 1:25.47    | 1:25.17 |       |
| 21   | 20  | AUT Susanne Moll          | 1:25.43    | DSQ        | 1:25.43 |       |
| 22   | 17  | NED Bell Berghuis         | 1:28.19    | 1:28.70    | 1:28.19 |       |
|      | 1   | NOR Helene Olafsen        | DNF        | DNS        | DNF     |       |
|      | 6   | USA Jacqueline Hernandez  | DNF        | DNS        | DNF     |       |

### Fase eliminatória

#### Quartas de finais
Quartas de final 1
| Pos. | Bib | Atleta                   | Notas |
| ---- | --- | ------------------------ | ----- |
| 1    | 1   | CZE Eva Samková          | Q     |
| 2    | 8   | FRA Nelly Moenne Loccoz  | Q     |
| 3    | 9   | USA Faye Gulini          | Q     |
| 4    | 16  | FRA Déborah Anthonioz    |       |
| 5    | 17  | AUT Maria Ramberger      |       |
|      | 24  | USA Jacqueline Hernandez | DNS   |

Quartas de final 2
| Pos. | Bib | Atleta                   | Notas |
| ---- | --- | ------------------------ | ----- |
| 1    | 13  | FRA Chloé Trespeuch      | Q     |
| 2    | 20  | SUI Simona Meiler        | Q     |
| 3    | 21  | AUT Susanne Moll         | Q     |
| 4    | 12  | BRA Isabel Clark Ribeiro |       |
| 5    | 5   | FRA Charlotte Bankes     |       |
|      | 4   | CAN Maëlle Ricker        | DNF   |

Quartas de final 3
| Pos. | Bib | Atleta                 | Notas |
| ---- | --- | ---------------------- | ----- |
| 1    | 3   | CAN Dominique Maltais  | Q     |
| 2    | 11  | BUL Aleksandra Zhekova | Q     |
| 3    | 14  | GBR Zoe Gillings       | Q     |
| 4    | 19  | ITA Raffaella Brutto   |       |
| 5    | 22  | NED Bell Berghuis      |       |
| 6    | 6   | JPN Yuka Fujimori      |       |

Quartas de final 4
| Pos. | Bib | Atleta                    | Notas |
| ---- | --- | ------------------------- | ----- |
| 1    | 2   | USA Lindsey Jacobellis    | Q     |
| 2    | 18  | ITA Michela Moioli        | Q     |
| 3    | 7   | AUS Belle Brockhoff       | Q     |
| 4    | 10  | SUI Sandra Daniela Gerber |       |
| 5    | 15  | AUS Torah Bright          |       |
|      | 23  | NOR Helene Olafsen        | DNS   |

#### Semifinais
Semifinal 1
| Pos. | Bib | Atleta                  | Notas |
| ---- | --- | ----------------------- | ----- |
| 1    | 1   | CZE Eva Samková         | Q     |
| 2    | 13  | FRA Chloé Trespeuch     | Q     |
| 3    | 9   | USA Faye Gulini         | Q     |
| 4    | 8   | FRA Nelly Moenne Loccoz |       |
|      | 21  | AUT Susanne Moll        | DSQ   |
|      | 20  | SUI Simona Meiler       | DSQ   |

Semifinal 2
| Pos. | Bib | Atleta                 | Notas |
| ---- | --- | ---------------------- | ----- |
| 1    | 3   | CAN Dominique Maltais  | Q     |
| 2    | 11  | BUL Aleksandra Zhekova | Q     |
| 3    | 18  | ITA Michela Moioli     | Q     |
| 4    | 14  | GBR Zoe Gillings       |       |
| 5    | 7   | AUS Belle Brockhoff    |       |
| 6    | 2   | USA Lindsey Jacobellis |       |

#### Finais
Pequena final
| Pos. | Bib | Atleta                  | Notas |
| ---- | --- | ----------------------- | ----- |
| 1    | 2   | USA Lindsey Jacobellis  |       |
| 2    | 7   | AUS Belle Brockhoff     |       |
| 3    | 14  | GBR Zoe Gillings        |       |
| 4    | 20  | SUI Simona Meiler       |       |
| 5    | 8   | FRA Nelly Moenne Loccoz |       |
|      | 21  | AUT Susanne Moll        | DNS   |

Grande final
| Pos.              | Bib | Atleta                 | Notas |
| ----------------- | --- | ---------------------- | ----- |
| Medalha de ouro   | 1   | CZE Eva Samková        |       |
| Medalha de prata  | 3   | CAN Dominique Maltais  |       |
| Medalha de bronze | 13  | FRA Chloé Trespeuch    |       |
| 4                 | 9   | USA Faye Gulini        |       |
| 5                 | 11  | BUL Aleksandra Zhekova |       |
|                   | 21  | ITA Michela Moioli     | DNF   |

Legenda
| Recorde mundial      | Recorde mundial (World record)               |                       | Recorde africano                      | Recorde africano (African) |                                           | Q | Classificado por posição (Qualified) |
| Recorde olímpico     | Recorde olímpico (Olympic record)            | Recorde da América    | Recorde da América (Americas)         | q                          | Classificado por melhor tempo (Qualified) |   |                                      |
| Melhor marca do ano  | Melhor marca do ano (World leading)          | Recorde asiático      | Recorde asiático (Asian)              | DNS                        | Não largou (Did not start)                |   |                                      |
| Recorde nacional     | Recorde nacional (National record)           | Recorde europeu       | Recorde europeu (European)            | DNF                        | Não terminou (Did not finish)             |   |                                      |
| Recorde pessoal      | Recorde pessoal do atleta (Personal best)    | Recorde da Oceania    | Recorde da Oceania (Oceania)          | DSQ / DQ                   | Desclassificado (Disqualified)            |   |                                      |
| Recorde da temporada | Recorde da temporada do atleta (Season best) | Recorde sul-americano | Recorde sul-americano (South America) | NM                         | Sem marca (No mark)                       |   |                                      |